# Палуше
Палуше (лит. Palūšė) — деревня в Игналинском районном самоуправлении на востоке Литвы. Имеет статус курортной территории. В деревне расположена администрация Аукштайского национального парка. В Палуше есть санатории и туристические кемпинги.
В 2011 году население Палуше составляло 83 человека.

## География
Село расположено на восточном берегу озера Лушай, в 6 километрах к западу от районного центра, города Игналины.

## Население
| 1866 | 1868 | 1887 | 1959 | 1970 | 1979 | 1989 | 2001 | 2011 |
| ---- | ---- | ---- | ---- | ---- | ---- | ---- | ---- | ---- |
| 93   | 42   | 57   | 75   | 122  | 146  | 137  | 108  | 83   |

## Достопримечательности
- Церковь Иосифа. Построена в 1757 году. Считается старейшей из сохранившихся деревянных церквей Литвы[2].